# گارداماس
گارداماس (به لاتین: Gardamas) یک شهرک در لیتوانی است که در شهرستان کلایپدا واقع شده‌است. گارداماس ۳۹۸ نفر جمعیت دارد.
گارداماس در سال 1679 در نقشه پروس ظاهر شد. در سال 1706 کودارنا پاکو گاردامو اولین کلیسا را در گارداماس ساخت.